# Angelo Moriondo
Angelo Moriondo (6 juin 1851, Turin - 31 mai 1914, Marentino) est un inventeur et entrepreneur italien connu pour avoir fait breveter, en 1884, la première machine à expresso moderne.

## Biographie
Angelo Moriondo naît dans une famille d'entrepreneurs (son grand-père fonde une fabrique de liqueur que reprend son père Giacomo qui plus tard, avec son frère Agostino et son cousin Gariglio, fonde la fabrique de chocolat Moriondo e Gariglio). Angelo achète le Grand-Hotel Ligure sur la place Carlo-Felice et l’American Bar dans la Galleria Nazionale de la rue de Rome à Turin. Ce sont ses entreprises d'hôtellerie-restauration qui déclenchent l'idée de concevoir une machine à faire du café instantané pour satisfaire la demande de ses consommateurs toujours plus pressés.

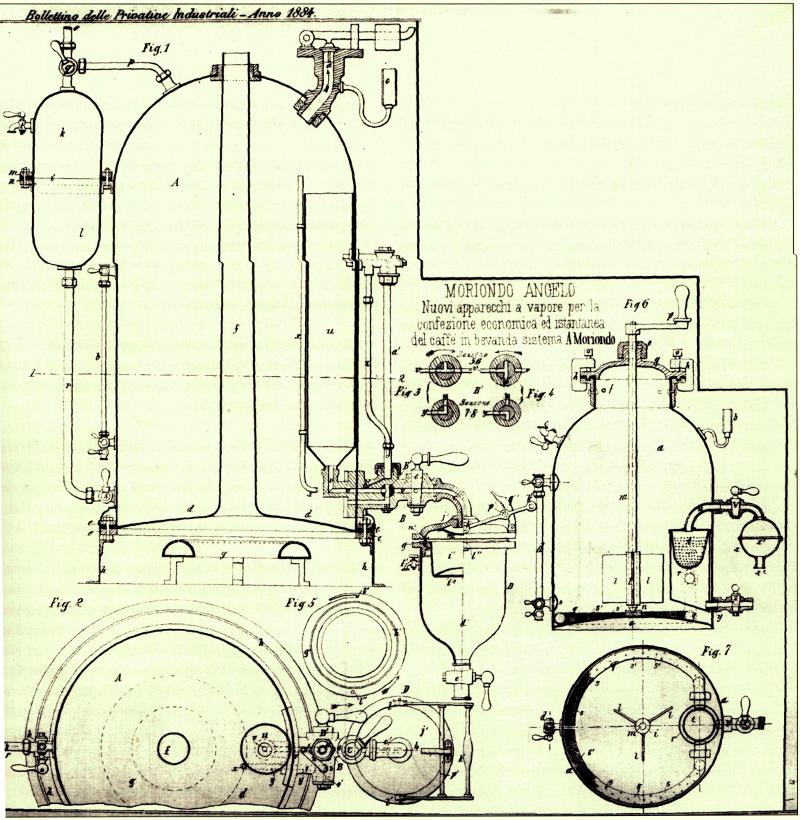
Premier brevet (16 mai 1884) de machine à expresso.

Lors de l'exposition de Turin en 1884, Angelo Moriondo présente son invention et reçoit la médaille de bronze. Il obtient un brevet pour une durée de six ans le 16 mai 1884 sous le titre « Nouvelle machine à vapeur pour la préparation économique et instantanée de café, méthode ‘A. Moriondo’ ». La machine est fabriquée en collaboration avec le mécanicien Martina, sous la supervision de l'inventeur.
Il renouvelle le brevet le 20 novembre 1884, vol. 34, no 381. L'invention est couverte par un brevet international lors de son inscription au bureau des brevets à Paris le 23 octobre 1885. Les années suivantes, Moriondo continue à améliorer son invention, chaque amélioration étant brevetée.
Angelo Moriondo ne produira jamais en grande quantité sa machine, se limitant à la construction manuelle de quelques exemplaires qu'il conserve dans ses restaurants et bars.
L'historien du café Ian Bersten affirme être le premier à avoir découvert les brevets de Moriondo. Bersten décrit la machine comme « … certainement la première machine italienne à expresso qui contrôle le débit de la vapeur et de l'eau séparément à travers le café » et Moriondo comme « … certainement un des premiers inventeurs de la machine à expresso, si ce n'est le premier. ».